# فيليبي موريرا (مدرب كرة قدم)
فيليبي جوزيه أوليفيرا موريرا (من مواليد 30 مايو 1964) هو مدرب كرة قدم برتغالي محترف يشغل حالياً منصب المدير الفني لنادي التضامن الكويتي.
تمتد مسيرته التدريبية الحافلة على مدار أربعة عقود، حيث بدأ مشواره الإداري في سن الحادية والعشرين مع نادي مافرا البرتغالي، الذي دربه خلال ثلاث فترات متفرقة. تولى قيادة عدة أندية برتغالية مرموقة في الدرجة الثانية مثل سانتا كلارا وكوفيليا وأكاديميكو فيسيو وفيلافرانكيزي، حيث تمكن من تحقيق الصعود إلى دوري الدرجة الأولى مع الفريقين الأخيرين.
خلال العقد الحالي (عقد 2020)، خاض فيليبي تجارب تدريبية دولية قصيرة الأمد في عدة دول عبر قارات مختلفة، حيث درب أندية محترفة في لبنان وموزمبيق وفرنسا وجمهورية التشيك قبل أن يتولى مسؤولية تدريب نادي التضامن الكويتي.

## المسيرة المهنية

### البدايات المبكرة
وُلد فيليبي في بلدة إيريسيرا التابعة لمقاطعة لشبونة، حيث بدأ مسيرته الكروية كلاعب في فئات الشباب ثم الفريق الأول بناديي جي.دي.يو إيريسيرينسي وسي.دي مافرا المحليين، قبل أن يتولى تدريب الأخير وهو في الحادية والعشرين من عمره. في أكتوبر 2003، وبعد عمله مديراً رياضياً لنادي سانتا كلارا، خلف جوزيه موتا في تدريب الفريق الذي كان ينافس في دوري الدرجة الثانية البرتغالي.

### فترة كوفيليا
في يونيو 2012، وبعد تدريبه لعدة أندية في دوريات الدرجات الدنيا، عاد فيليبي للدرجة الثانية مع نادي كوفيليا، الذي استعاد مكانه في الدوري بسبب مشاكل تسجيل نادي ليريا. غادر منصبه في 13 نوفمبر من نفس العام بينما كان الفريق يحتل المركز الثامن عشر، بعد تحقيق فوزين فقط مقابل خمس هزائم في 13 مباراة، بالإضافة إلى خروجه من كأس البرتغال وكأس الدوري البرتغالي.

### أكاديميكو فيسيو
بعد ساعات فقط من مغادرته عمله السابق، تعاقد فيليبي مع أكاديميكو دي فيسيو الذي كان يحتل المركز السابع في الدوري الأدنى. نجح في قيادة الفريق للصعود إلى دوري الدرجة الأولى في موسمه الأول مع النادي في أبريل 2013. قدم استقالته في 30 ديسمبر من نفس العام بينما كان الفريق في المركز التاسع عشر دون تحقيق أي انتصار خارج الديار.

### فيلافرانكيزي وأندية أخرى
في 7 أبريل 2014، عاد فيليبي لتدريب مافرا للمرة الثالثة. بعد مغادرته نادي سانجوانينسي في أكتوبر 2018، تعاقد معه نادي فيلافرانكيزي في 4 مارس التالي ليحل محل فاسكو ماتوس. قاد الفريق من فيلا فرانكا دي شيرا للصعود إلى الدرجة الثانية لأول مرة في تاريخه بعد الفوز على ليريا بركلات الترجيح، بينما خسر النهائي أمام كاسا بيا بنفس الطريقة، حيث ظهر فيليبي مرتدياً بدلة رسمية على خط التماس.
غادر فيليبي فيلافرانكيزي الذي كان يحتل المركز السادس عشر في 3 فبراير 2020، حيث كان الفريق يفوق الهبوط بنقطة واحدة فقط ويعاني من سلسلة ثماني مباريات بدون فوز. قبل نهاية الشهر، انتقل لتدريب أولهانينسي كمدير ثالث للنادي في ذلك الموسم. في موسم 2020-21، عاد لتدريب تورينسي للمرة الثانية وقاد النادي من توريس فيدراس للصعود إلى الدوري الثالث الجديد. وبقي فيليبي في دوري الدرجة الثالثة البرتغالي حيث تولى تدريب نادي لوسيتانيا لموسم 2021-2022. غادر النادي بالتراضي في 3 فبراير 2022 بعد 15 جولة من الدوري، حيث كان الفريق المقيم في لوروسا يبعد بثلاث نقاط فقط عن مراكز الصعود مع مباراة مؤجلة. بعد أحد عشر يوماً فقط، عُين مدرباً لنادي فيتوريا دي سيتوبال في نفس الدوري، ليصبح المدرب الثالث للفريق في ذلك الموسم. أنهى عقده مع النادي بنهاية الموسم بعد أن فشل في تحقيق الصعود، حيث سجل ثلاث انتصارات وأربع هزائم في تسع مباريات.

### سنوات في الخارج
خاض فيليبي أول تجربة تدريبية له خارج البرتغال في نوفمبر 2022 مع نادي النجمة اللبناني. قاد فريقه لتعادل سلبي خارج أرضه ضد نادي التضامن صور في أولى مبارياته في 27 نوفمبر، قبل أن يقدم استقالته بعد يومين فقط بسبب اعتلال صحة والدته.
في 18 يناير 2023، انتقل فيليبي إلى موزمبيق لتدريب نادي كلوبي فيروفيريو دي مابوتو في الدوري الموزمبيقي. وبعد شهر واحد فقط، انتقل إلى فرنسا ليتولى تدريب نادي باريس 13 أتلتيكو الذي كان يحتل المركز السابع عشر في الدوري الوطني الفرنسي (الدرجة الثالثة). كان المدرب الثالث للنادي في موسم انتهى بهبوط الفريق. وفي موسم 2023-2024، درب فيليبي نادي أناديا وساهم في إنقاذه من الهبوط من الدوري البرتغالي الثالث. ثم قاد لفترة قصيرة لم تتجاوز عشرة أيام نادي زنويمو التشيكي في الدوري المورافي-السيلسياني (الدرجة الثالثة التشيكية)، قبل أن ينتقل في أكتوبر 2024 لتدريب نادي التضامن الكويتي في الدوري الكويتي الممتاز.